# Joseph Naso
Joseph Naso (7 de enero de 1934) es un asesino en serie y violador en serie estadounidense sentenciado a muerte por el asesinato de seis mujeres.

## Biografía
Joseph Naso nació el 7 de enero de 1934 en Rochester, Nueva York. Luego de servir en la Fuerza Aérea de los Estados Unidos en la década de 1950, conoció a su primera esposa, Judith. Su matrimonio duró 18 años, pero, luego del divorcio, Naso siguió visitando a su exesposa, quien vivía en el Área de la Bahía de San Francisco. La pareja tuvo un hijo llamado Charles, que más adelante desarrolló esquizofrenia, y Naso pasó sus últimos años cuidando de él.
Naso tomó clases en varios institutos de San Francisco en la década de 1970 y vivió en el Mission District de San Francisco y luego en Piedmont, California, en la década de 1980. Vivió en Sacramento entre 1999 y 2003, hasta que finalmente se estableció en Reno, Nevada, en 2004, donde fue arrestado en 2011. Trabajaba como fotógrafo independiente y tenía un amplio historial por delitos menores, como hurtos en tiendas, los que cometía incluso después de los setenta años. Sus conocidos lo apodaron “Loco Joe” (Crazy Joe) por su comportamiento.

## Víctimas
- Roxene Roggasch fue encontrada muerta el 10 de enero de 1977; su cuerpo había sido abandonado cerca de Fairfax, California. Tenía 18 años y medía alrededor de 1,57 m. Había sido estrangulada.[4] La policía estimó que había sido asesinada menos de un día antes. También se sospechó que Roggasch trabajaba como prostituta, pero su familia lo negó.[5]
- Carmen Lorraine Colon, de 22 años, fue encontrada el 13 de agosto de 1978 en la Autopista Panorámica Carquinez (Carquinez Scenic Highway), una autopista entre Crocket y Port Costa, a tan solo 48 kilómetros del cuerpo de la primera víctima. Un oficial de la Patrulla de Caminos que se encontraba investigando los informes sobre un tiroteo de ganado encontró un cuerpo desnudo en descomposición que había sido abandonado. El cuerpo fue posteriormente identificado como el de Colon.
- El cuerpo de Shariea Lefern Johnson Patton, de 56 años, llegó flotando a la orilla cerca de Naval Net Depot, en Tiburón, California, en 1981. En el momento de su muerte, Johnson era residente del Área de la Bahía en busca de trabajo. Naso administraba la residencia donde ella solía vivir; también tomó una foto de la víctima. La policía lo consideró el principal sospechoso en 1981, pero Naso solo respondía de manera evasiva a los investigadores y no fue acusado por los siguientes treinta años.[1]
- Sarah Dylan (su nombre de nacimiento era Renee Shapiro, pero se lo cambió por el de la exesposa del cantante), groupie de Bob Dylan, fue vista por última vez mientras se dirigía a un concierto de Dylan en el teatro Warfield, en San Francisco, en 1992.[6] Fue asesinada en o cerca del condado de Nevada, California.[7]
- En 1993, el cuerpo de Pamela Ruth Parsons, una camarera de 38 años, fue descubierto en el condado de Yuba, California.[7] Parsons trabajaba cerca de Copper Avenue, en Yuba City, lugar donde Naso vivía en ese entonces.[5]
- Tracy Lynn McKinney Tafoya, 31 años, fue encontrada muerta en 1994,[7] también en el condado de Yuba. El asesino la drogó, violó y estranguló, y dejó el cuerpo cerca del Cementerio de Marysville.[4] Se estima que el cuerpo fue descubierto hasta una semana después de la muerte.[5]

## Arresto, juicio y condena
Las autoridades de libertad condicional de Nevada arrestaron a Naso en abril de 2010. Mientras registraban su casa, las autoridades hallaron un diario escrito a mano en el que Naso había anotado a diez mujeres sin nombre, incluyendo ubicaciones geográficas. El 11 de abril de 2011, Naso fue acusado por los asesinatos de Roggasch, Colon, Parsons y Tafoya. Las cuatro víctimas habían sido listadas por la policía como prostitutas. Las otras seis mujeres mencionadas en el diario no fueron identificadas.
Más adelante, las fiscales Dori Ahana y Rosemary Sloat introdujeron nueva evidencia que identificaban a Patton y Dylan. Naso fue condenado por los asesinatos el 20 de agosto de 2013 por un jurado del condado de Marin. El 22 de noviembre de 2013, un juez del condado de Marin lo sentenció a muerte por los asesinatos.
Naso también fue una persona de interés en el caso de los asesinatos del Alfabeto de Rochester entre 1971 y 1973, ya que cuatro de sus víctimas llevaban iniciales dobles, al igual que las víctimas de los asesinatos de Rochester, además de que Naso había vivido ahí por mucho tiempo. No obstante, Naso fue descartado del caso cuando muestras de ADN encontradas en las víctimas de California no coincidieron con el ADN encontrado en los cuerpos de las víctimas de Rochester.